# IC 3541
IC 3541 је појединачна звијезда у сазвјежђу Береникина коса која се налази на листи објеката дубоког неба у Индекс каталогу.
Деклинација објекта је + 23° 58' 31" а ректасцензија 12h 35m 21,7s.